# Ablitas
Ablitas – gmina w Hiszpanii, w Nawarze, o powierzchni 77,48 km². W 2011 roku gmina liczyła 2663 mieszkańców.